# Matalan
Matalan Retail Ltd is een Britse warenhuisketen uit Knowsley, Merseyside, opgericht door John Hargreaves in 1985.
In augustus 1988 transformeerde Duncan Sullivan, destijds operationeel directeur, Matalan tot een cash-and-carrybedrijf met een landelijk magazijn, uitsluitend toegankelijk voor leden, geïnspireerd op Sam's Club in de Verenigde Staten. Het lidmaatschapsmodel werd in maart 1998 geleidelijk afgeschaft. De omzet van Matalan groeide van £26 miljoen in 1992 naar £800 miljoen in 1998, met ruim zeven miljoen klanten en een waardering van £1 miljard op de London Stock Exchange.
In juni 2024 had de retailer 230 vestigingen in het binnenland, evenals een aantal franchisevestigingen in het Midden-Oosten. De retailer is een volledige dochteronderneming van Missouri Topco Limited, een holdingmaatschappij die gevestigd is op Guernsey en wordt gecontroleerd door de familie Hargreaves.

## Geschiedenis

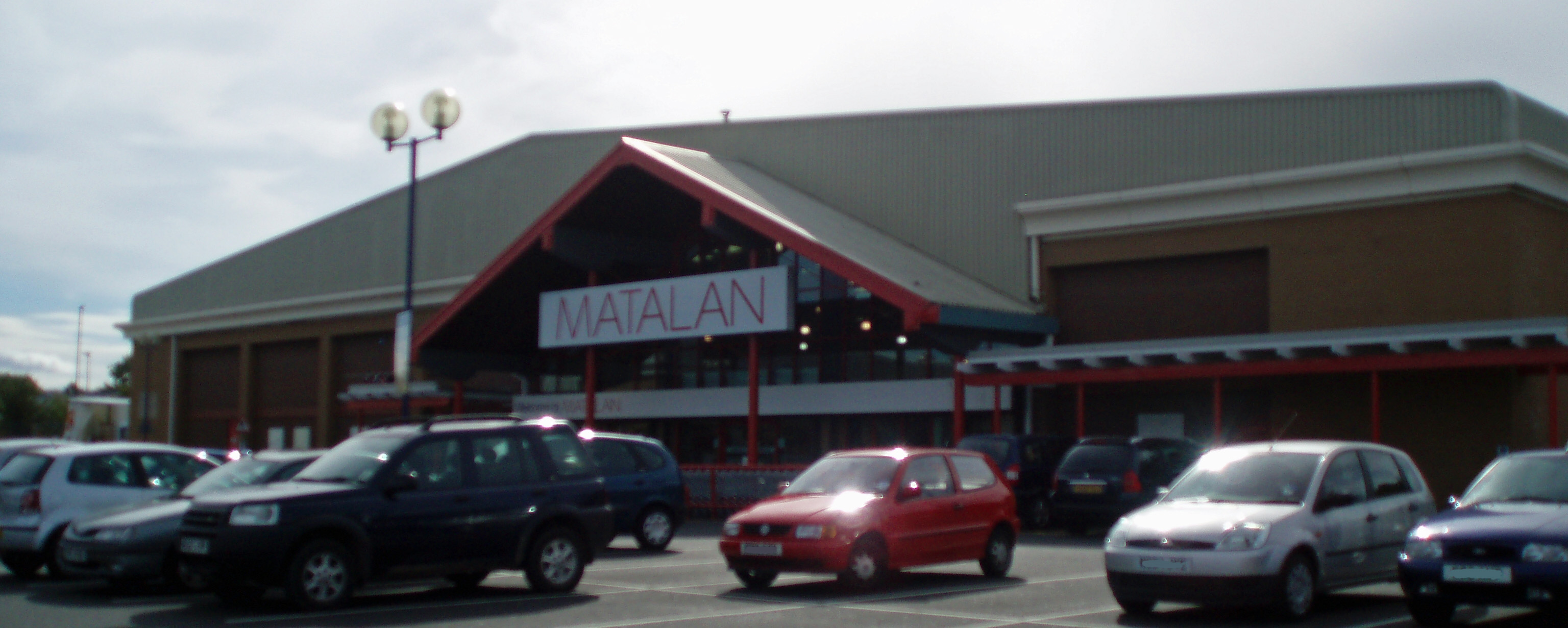
Een Matalan-winkel in Kingston Park, Newcastle upon Tyne (2007)

In 1985 opende John Hargreaves de eerste Matalan-winkel in Bamber Bridge, vlak bij Preston, Lancashire. In 1995 waren er vijftig winkels en in 1997 verhuisde het bedrijf zijn hoofdkantoor van Preston naar Skelmersdale, eveneens in Lancashire. Het bedrijf werd in 1998 op de London Stock Exchange genoteerd, maar werd in oktober 2006 weer van de beurs gehaald door de familie Hargreaves.
In 2009 probeerde John Hargreaves Matalan te verkopen, maar in februari 2010 had hij nog steeds geen kopers kunnen vinden die bereid waren de prijs van £1,5 miljard te betalen.  Jason Hargreaves werd in juli 2013 benoemd tot algemeen directeur. Het hoofdkantoor verhuisde in 2014 naar een speciaal gebouwde locatie in Knowsley, Merseyside. Het bedrijf kreeg in oktober 2012 goedkeuring voor dit plan. 
In september 2018 startte het een partnerschap met speelgoedwinkel The Entertainer, die 59 winkels in de winkel opende onder de naam 'Totally Toys'. 
In juni 2020 bevestigde Matalan dat er een nieuwe voorzitter en een nieuwe Chief Commercial Officer zouden worden benoemd, minder dan een maand nadat John Mills had aangekondigd dat hij uit de raad van bestuur zou treden. Steve Johnson volgde Mills op als de volgende voorzitter van de warenhuisketen, terwijl James Brown de geheel nieuwe positie van Chief Commercial Officer bij het bedrijf op zich nam.
In maart 2023 werd aangekondigd dat de voormalige CEO van Co-op Food, Jo Whitfield, naar Matalan zou overstappen als CEO. Whitfield bekleedde eerder, tussen 2002 en 2008, verschillende leidinggevende functies bij Matalan. 
In oktober 2024, na slechts 18 maanden, verliet Jo Whitfield de positie van CEO om haar eigen portfolio-carrière na te jagen. 

### Midden-Oosten
In het Midden-Oosten is het merk Matalan gefranchised aan BTC Fashion General Trading, gevestigd in Qatar. BTC heeft winkels in Bahrein, Jordanië, Oman, Qatar, Saoedi-Arabië, Egypte en de Verenigde Arabische Emiraten. Er is ook een winkel in Georgië (in de City Mall, Tbilisi).

## Instorting van Rana Plaza in 2013
Matalan was een van de bedrijven die kleding liet maken bij de Rana Plaza-fabriek in Bangladesh, die in april 2013 instortte en waarbij 1.134 mensen omkwamen. In juli 2014 waren ze het doelwit van een campagne van 38 Degrees en Labour Behind the Label, omdat ze niet hadden bijgedragen aan het officiële compensatiefonds dat door de ILO werd gecoördineerd. Dit stond in contrast met enkele van hun belangrijkste concurrenten, zoals Primark, dat $ 9 miljoen bijdroeg. 
Na druk maakten ze bekend dat ze een onbekend bedrag zouden bijdragen. Later werd bekend dat ze £60.000 in het fonds hadden gestort, wat in campagnes voor arbeidsrechten werd aangevochten als een onvoldoende bedrag vergeleken met andere retailers.